# José Abrão
José Abrão (Cabrália Paulista, 1945) é um advogado, publicitário, professor universitário e político brasileiro. Ocupou o Ministério do Desenvolvimento Agrário de 4 de abril de 2002 a 1 de janeiro de 2003.

## Biografia

### Carreira
Trabalhou como repórter do jornal Última Hora e da TV Globo. Também foi vice-presidente da Rede Bandeirantes.

### Deputado federal
Foi deputado federal na 49ª legislatura (1991-1995). Durante esse período foi vice-líder do PSDB e relator do processo que cassou o deputado Feres Nader (PTB/RJ), acusado de participação no Escândalo dos Anões do Orçamento, em 1994. Na 50ª legislatura (1995-1999), se elegeu como suplente e assumiu uma cadeira em 1997.
Em 1998, trabalhou na coordenação de mobilização da campanha de reeleição do presidente Fernando Henrique Cardoso.

### Governo federal
Foi secretário de Assuntos Federativos do governo federal, órgão ligado à secretaria-geral da Presidência.
Ocupou a secretaria-executiva do Ministério do Desenvolvimento Agrário desde 1999 até assumir o ministério no lugar de Raul Jungmann que saiu do governo para se candidatar a deputado federal.